# Necip Fazıl Kısakürek

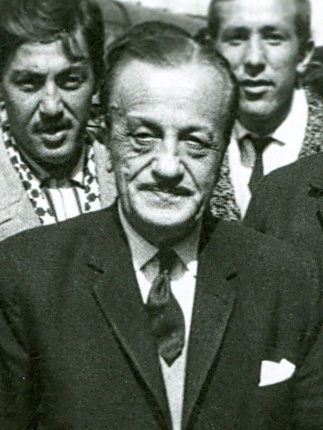
N. F. Kısakürek in den 1950er Jahren

Necip Fazıl Kısakürek (* 25. Mai 1905 in Çemberlitaş, Istanbul; † 25. Mai 1983 in Istanbul) war ein türkischer Dichter, Autor, Dramatiker, antisemitisch-islamistischer Ideologe und Verschwörungstheoretiker.

## Leben
Sein Vater war Abdülbaki Fazıl Bey, seine Mutter Mediha Hanım. Die Familie des Vaters kam ursprünglich aus Kahramanmaraş. Necip Fazıl Kısakürek hieß eigentlich Ahmed Necip. Er wurde in Çemberlitaş in der Villa seines Großvaters, eines ehemaligen Vorsitzenden Richters eines Gerichtes für Mordsachen, geboren. Kısakürek besuchte eine amerikanische und eine französische Schule sowie weitere Grund- und Mittelschulen. Die Mittelschule schloss er auf Heybeliada ab. Kısakürek besuchte fünf Jahre lang die Marineschule, ohne einen Abschluss zu erlangen, bevor er 1924 nach einem angefangenen, aber nicht beendeten Studium der Philosophie an der Darülfünun nach Paris an die Sorbonne wechselte und sich dort mit einem staatlichen Stipendium ebenfalls bis 1925 in die philosophische Fakultät einschrieb. In Paris absolvierte er kein reguläres Studium, sondern lebte im Stil eines Bohémien. Nachdem er in die Türkei zurückgekehrt war, arbeitete Kısakürek in verschiedenen Funktionen als Bankangestellter. Er gab Unterricht an einer französischen Schule am Robert College, am Staatlichen Konservatorium Ankara und an der Akademie der Schönen Künste der Mimar Sinan Üniversitesi. Nach 1942 gab er diese Arbeitsverhältnisse auf und lebte als Herausgeber und Autor.

## Politischer Einfluss
Kısakürek entwickelte, beeinflusst durch Abdülhakim Arvâsi (1865–1943), in den 40er Jahren die Idee des „Islamischen Großen Ostens“ (İslami Büyük Doğu), wobei mehrere Staaten zu einer großen islamischen Einheit zusammengefasst werden sollen. Der spätere Gründer der militant-islamistischen İBDA-C, Salih Mirzabeyoğlu, lernte als 18-Jähriger Kısakürek kennen und wurde von ihm und seinen Ideen stark beeinflusst.  Die İBDA-C orientierte sich infolgedessen stark an Mirzabeyoğlus Interpretationen von Kısaküreks Texten.
In Anlehnung an antisemitische Ideen aus Europa, aber auch unter dem Einfluss des wirkmächtigen islamistischen Intellektuellen und Antisemiten Nurettin Topçu (1909–1975), betrachtete Kısakürek die Juden als das korrumpierende Element innerhalb der westlichen Zivilisation und bezeichnete sie als Urheber des Marxismus und Kapitalismus. Zu den Veröffentlichungen von Kısakürek gehörten die türkische Übersetzung der „Protokolle der Weisen von Zion“ und die Lobpreisung von Henry Fords „Der internationale Jude“ sowie ein politisches Programm, in dem er schrieb: „Zu diesen verräterischen und heimtückischen Elementen, die beseitigt werden müssen, gehören vor allem die Dönme und die Juden“. Die Dönme und Juden der Türkei sollten entschädigungslos vertrieben werden, Griechen, Armeniern und anderen Minderheiten hingegen die Gelegenheit gegeben werden durch Übertritt zum Islam die Vertreibung abzuwenden. Der deutsch-türkische Journalist Deniz Yücel bezeichnete Kısakürek 2016 als „einen ordinären Antisemiten, der dazu aufrief, Aleviten und andere Abweichler vom sunnitischen Islam ‚wie Unkraut auszureißen und wegzuwerfen‘“. Allerdings war Kısakürek der einzige Intellektuelle, der die von kemalistischen Truppen 1937 und 1938 an separatistischen Kurden begangenen Massaker thematisierte und verurteilte, jedoch erfolgte seine Kritik, ohne zu erwähnen, dass es sich bei den Opfern um nicht-türkische Aleviten gehandelt hatte.  Kısakürek adressierte die Opfer ausschließlich als „Moslems“, welche Opfer der Kemalisten geworden wären, und vereinnahmte sie so; an seiner eigenen Frontstellung gegenüber den Aleviten, in denen er Häretiker sah, änderte dies nichts.

## Werke
Kısakürek schrieb eine große Anzahl von Büchern, Zeitungsartikeln, Theaterstücken und Gedichten, die ihm neben zahlreichen Preisen auch einige Jahre Gefängnis wegen „starker Opposition“ zu İsmet Paşa und der Republikanischen Volkspartei einbrachten.